# 若さ (ヴィスコンティの絵画)
『若さ』（わかさ、葡: Gioventù）は、近現代における最も重要な芸術家の一人である、ブラジルの 画家、デザイナーのエリゼウ・ヴィスコンティの最も称賛された作品。ヴィスコンティは、パリで教育を受け、印象派、アール・ヌーヴォー、点描、象徴主義の影響を受けた。そして、それらのベル・エポックのパリ芸術の代表的な手法を、近代的に解釈した。ラファエル・カルドーゾは、『若さ』をブラジル芸術の歴史において最も興味をそそる象徴主義の作品の一つと考えている。ヴィスコンティは1898年にパリで『若さ』を描いた。65x49cmの大きさで、キャンバスに油彩で描かれたこの絵画はリオデジャネイロ国立美術館に所蔵されている。